# 殷墟
殷墟（いんきょ）は、古代中国殷王朝後期の首都の遺構。中華人民共和国河南省安陽市の市街地西北郊、殷都区に位置する。

## 概要
殷王朝後期（BC14世紀ごろ - BC11世紀ごろ）、竹書紀年によれば第19代王盤庚による遷都から帝辛の時代の滅亡に至るまでの期間、殷の首都が営まれたと伝えられる。
盗掘された甲骨片の発見が契機となり、1928年より発掘作業が開始され、ここがその首都の遺跡（殷墟）であることが確認された。
殷墟からは深さ20メートルを超えるものを含む多数の巨大墳墓が発見されている。1961年に中華人民共和国の全国重点文物保護単位に、2006年7月には世界遺産に登録された。中国の5A級観光地（2011年認定）。

## 発掘に至るまで
真偽は不明であるが、金石学者であった王懿栄は1899年に、北京市内の漢方薬店で購入した龍骨（漢方薬の一種である骨）に金文（古代の金属器や石刻に刻まれた漢字）に類似した古文字を発見、これを解読すべく龍骨を大量に購入したと伝えられる。
1900年、義和団の乱に伴う八カ国連合軍の北京侵入の際に王懿栄は自殺、収集した龍甲は小説家である劉鶚に譲渡され、その友人である金石学者羅振玉により龍甲は河南省北部の小屯村より出土したものであることが判明した。羅振玉は甲骨文字の解読を進め、この村は伝説上の存在と考えられていた殷王朝の遺構ではないかと推察した。その後王国維の研究により、ここが盤庚が遷都した後の殷都である説が唱えられた。
殷朝遺構の調査のため、1928年から甲骨の発掘調査が行われることになった。中央研究院は考古学者による発掘隊を組織、日中戦争で中断する1937年まで15回にわたる発掘作業を行い、甲骨だけでなく青銅器などの金属器や墳墓などの遺跡も発見された。1950年に発掘は再開され、1986年までの間に15万件の甲骨が発掘されている。

## 殷墟の規模と発掘物

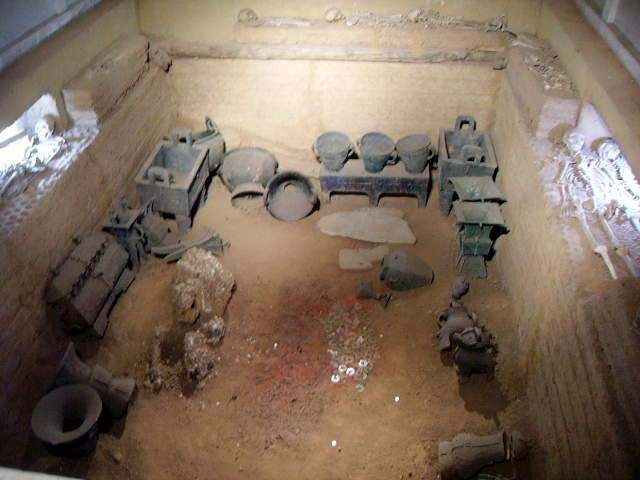
婦好墓

点線で囲まれた範囲が殷墟。中央を洹水が流れる。右上にある方形の遺跡は洹北商城

現在調査が進んだ殷墟の範囲は東西6km、南北4kmの地域で、面積24万平方メートルにわたる。洹水をはさんで北岸と南岸に分かれ、南岸に小屯村（および安陽市）などが位置し、北岸には武官村などが位置する。
小屯村一帯は22代王の武丁以降の甲骨や青銅器が集中して発掘された。小屯村北東部が宮殿などが位置する殷都の中心だったとも考えられ、周囲からは工房跡なども発掘されている。しかし都城（城壁）の痕跡が見つかっていないのが疑問とされる。
また小屯村北東部では、武丁の夫人であった婦好の墳墓が1976年にほぼ未盗掘の状態で発見され、墳墓からは6匹の犬のほか、少なくとも16人の殉死者が発掘され、他に副葬品として440以上の青銅器、約600もの玉石器、石彫類、骨角器、約7,000枚の当時の貝貨が出土している。
小屯村で出土した多数の甲骨（亀の腹甲や牛や鹿の肩甲骨など）には文字が刻まれ、合計で5,000字以上の文字が確認され、そのうち1,700字ほどが解読されている。またこの甲骨文字の研究により、殷王朝の存在が同時代資料を通じて確認されたほか、この文字が現在使用される漢字の祖形であることが確認されている。
武官村一帯には13基の大規模な墳墓が発見され、そのうち王墓の8基（武丁以降8代）は密集している。そのなかで遺物が発見されていない墳墓は、殷朝最後の王である紂王のものであり、殷朝滅亡により埋葬されなかった墳墓であると推測されている。
武官村の東の花園荘村では殷墟直前の殷中期の都城の遺跡が発見されている（洹北商城）。陽甲・盤庚・小辛が首都を置いた可能性もある。文字遺物は出土していない。

## 世界登録基準
この世界遺産は世界遺産登録基準のうち、以下の条件を満たし、登録された（以下の基準は世界遺産センター公表の登録基準からの翻訳、引用である）。
- (2) ある期間を通じてまたはある文化圏において、建築、技術、記念碑的芸術、都市計画、景観デザインの発展に関し、人類の価値の重要な交流を示すもの。
- (3) 現存するまたは消滅した文化的伝統または文明の、唯一のまたは少なくとも稀な証拠。
- (4) 人類の歴史上重要な時代を例証する建築様式、建築物群、技術の集積または景観の優れた例。
- (6) 顕著で普遍的な意義を有する出来事、現存する伝統、思想、信仰または芸術的、文学的作品と直接にまたは明白に関連するもの（この基準は他の基準と組み合わせて用いるのが望ましいと世界遺産委員会は考えている）。